# Sam Worthen
Samuel Lee "Sam" Worthen (Brooklyn, Nueva York, 17 de enero de 1958) es un exjugador y exentrenador de baloncesto estadounidense que jugó dos temporadas de la NBA, desarrollando el resto de su carrera como jugador en ligas menores de su país. Tras retirarse fue entrenador en Estados Unidos y en Puerto Rico. Con 1,96 metros de estatura, jugaba en la posición de base.

## Trayectoria deportiva

### Universidad
Tras pasar dos años en el pequeño McLennan Community College, jugó durante dos temporadas con los Golden Eagles de la Universidad de Marquette, en las que promedió 14,5 puntos, 6,8 asistencias y 4,2 rebotes por partido. Fue incluido en el tercer equipo  All-American en 1980 por Associated Press, y en el segundo equipo consensuado.

### Profesional
Fue elegido en la vigésimo sexta posición del Draft de la NBA de 1980 por Chicago Bulls, con los que jugó una temporada, en la que promedió 3,7 puntos y 1,8 rebotes por partido.
Tras ser despedido por los Bulls, y ya con la temporada siguiente comenzada, fichó por Utah Jazz, con los que únicamente llegó a disputar 5 partidos en los que consiguió anotar 4 puntos en total.
Jugó el resto de su carrera en equipos de la CBA y la USBL, ligas menores de su país.

### Entrenador
Comenzó su andadura como entrenador con los Albany Patroons de la CBA, donde ejerció como jugador-entrenador, dirigindo posteriormente a diversos equipos de ligas menores de su país, y finalmente a equipos de la liga de Puerto Rico como los Brujos de Guayama y los Gallitos de Isabela.

## Estadísticas de su carrera en la NBA

### Temporada regular
| Temporada | Edad | Equipo        | Liga | Pos. | P  | TIT | MIN  | TC  | TCA | %TC  | 3P  | 3PA | %3P  | 2P  | 2PA | %2P  | TL  | TLA | %TL  | R.OF. | R.DEF. | REB | ASIS | ROB | TAP | PER | FP  | PTS |
| 1980-81   | 23   | Chicago Bulls | NBA  | PG   | 64 |     | 14.8 | 1.5 | 3.0 | .495 | 0.0 | 0.1 | .000 | 1.5 | 2.9 | .505 | 0.7 | 0.9 | .750 | 0.3   | 1.5    | 1.8 | 1.8  | 0.9 | 0.1 | 1.4 | 1.8 | 3.7 |
| 1981-82   | 24   | Utah Jazz     | NBA  | PG   | 5  | 0   | 4.4  | 0.4 | 1.0 | .400 | 0.0 | 0.0 |      | 0.4 | 1.0 | .400 | 0.0 | 0.0 |      | 0.2   | 0.0    | 0.2 | 0.6  | 0.0 | 0.0 | 0.4 | 0.6 | 0.8 |
| Total     |      |               | NBA  |      | 69 | 0   | 14.0 | 1.4 | 2.9 | .492 | 0.0 | 0.1 | .000 | 1.4 | 2.8 | .503 | 0.7 | 0.9 | .750 | 0.3   | 1.3    | 1.7 | 1.7  | 0.8 | 0.1 | 1.3 | 1.7 | 3.5 |

### Playoffs
| Temporada | Edad | Equipo        | Liga | Pos. | P | TIT | MIN | TC  | TCA | %TC | 3P  | 3PA | %3P | 2P  | 2PA | %2P | TL  | TLA | %TL | R.OF. | R.DEF. | REB | ASIS | ROB | TAP | PER | FP  | PTS |
| 1980-81   | 23   | Chicago Bulls | NBA  | PG   | 1 |     | 1.0 | 0.0 | 0.0 |     | 0.0 | 0.0 |     | 0.0 | 0.0 |     | 0.0 | 0.0 |     | 0.0   | 0.0    | 0.0 | 0.0  | 0.0 | 0.0 | 0.0 | 0.0 | 0.0 |
| Total     |      |               | NBA  |      | 1 |     | 1.0 | 0.0 | 0.0 |     | 0.0 | 0.0 |     | 0.0 | 0.0 |     | 0.0 | 0.0 |     | 0.0   | 0.0    | 0.0 | 0.0  | 0.0 | 0.0 | 0.0 | 0.0 | 0.0 |